# 額我略·伯多祿·亞加齊尼
額我略·伯多祿·亞加齊尼（1895年9月15日—1971年5月16日），為亞美尼亞籍天主教會的主教級樞機。他於1937年至1962年擔任隸屬亞美尼亞禮天主教會的基里基雅宗主教，並監督天主教會的傳教工作達十多年，直至1970年退休。
1946年，亞加齊尼被教宗庇護十二世擢升為樞機。1958年至1970年，他擔任聖座信理部部長。在神學上，他是一位溫和派人士、語言學家和蘇聯問題專家，曾擔任梵蒂岡第二屆大公會議四位調解人之一。他的封聖程序於2022年10月28日啟動。

## 早期生活
亞加齊尼原名「加扎羅斯·亞加齊尼」，1895年9月15日出生於俄羅斯帝國第比利斯省阿哈爾齊赫市（位於今格魯吉亞薩姆茨赫-扎瓦赫季省），父親是哈魯蒂恩·亞加齊尼，母親是伊斯庫希·薩魯哈尼安。 他出生時，該市15,000名居民中約有60%是亞美尼亞人。
他的家人是扎瓦赫季亞美尼亞人中的亞美尼亞天主教少數派，該族群大多數是亞美尼亞使徒教會的信徒。
1828至1829年俄土戰爭后，他的祖先為逃避奧斯曼帝國的迫害，從埃爾祖魯姆移居到俄羅斯高加索地區。
他五歲時父親去世。亞加齊尼說他「一直從事各種小生意」。他有一個哥哥伯多祿，是一名電報員；還有一個姐姐伊麗莎白，是一名辦公室職員的遺孀，他們都住在蘇聯。
1962 年，他的妹妹伊麗莎白在蘇聯總理尼基塔·赫魯曉夫的干預下前往羅馬。

## 教育
亞加齊尼在阿哈爾齊赫的卡拉佩蒂安學校接受小學教育。 後來，他進入俄羅斯東正教提夫利斯神學院，並於1906年進入羅馬宗座城市大學。 他的傑出表現得到了教宗庇護十世的關注，教宗亦親自告訴年輕的亞加齊尼：「你將成為一名神父、一名主教和一名牧首。」

## 神職人員
1917年12月23日，亞加齊尼在羅馬晉鐸成為神父。1921年末，亞加齊尼成為羅馬宗座亞美尼亞學院的教員兼助理校長。
1935年7月11日，亞加齊尼被任命為科馬納迪亞美尼亞教區的領銜主教，並於同年7月21日在羅馬的聖尼各老堂被祝聖為主教。他的主教座右銘是「正義與和平」（ Iustitia et Pax ）。

## 亞美尼亞禮天主教會牧首
1937年11月30日，亞加齊尼被亞美尼亞天主教會的主教會議選舉為基里基雅宗主教。1937年12月13日，該選舉獲得教宗的批准，他改名為「額我略·伯多祿」，成為亞美尼亞天主教會第 15 任牧首，該教會擁有5萬至10萬名信徒。
1950年，阿加吉安尼安在《Avetik》雜誌上發表了一封新的牧函，指責亞美尼亞使徒教會拒絕迦克墩公會議，並接受他所謂的「合性論」異端，從而背離了自身的歷史。阿加吉安尼安還聲稱：「天主教亞美尼亞使徒教會是包括聖額我略啟蒙者在內的我們祖先的神聖信仰和儀式的唯一保存者。」

## 擢升樞機
1946年2月18日，亞加齊尼被教宗庇護十二世擢升為樞機，亦同時任命為島上聖巴爾多祿茂聖殿領銜司鐸。
因為教宗庇護十二世「對東方教會非常感興趣」，他親自邀請亞加齊尼於1946年3月12日在西斯丁小堂舉行亞美尼亞禮的教宗彌撒。赫伯特·馬修斯指出，這是教宗庇護十二世「想要強調天主教會的普世性」。這場彌撒是為了紀念教宗加冕七周年而舉行的，也是「西斯丁小堂首次使用拉丁禮以外的其他儀式」。
1958年6月，庇護十二世任命亞加齊尼為宗座裁判所成員。

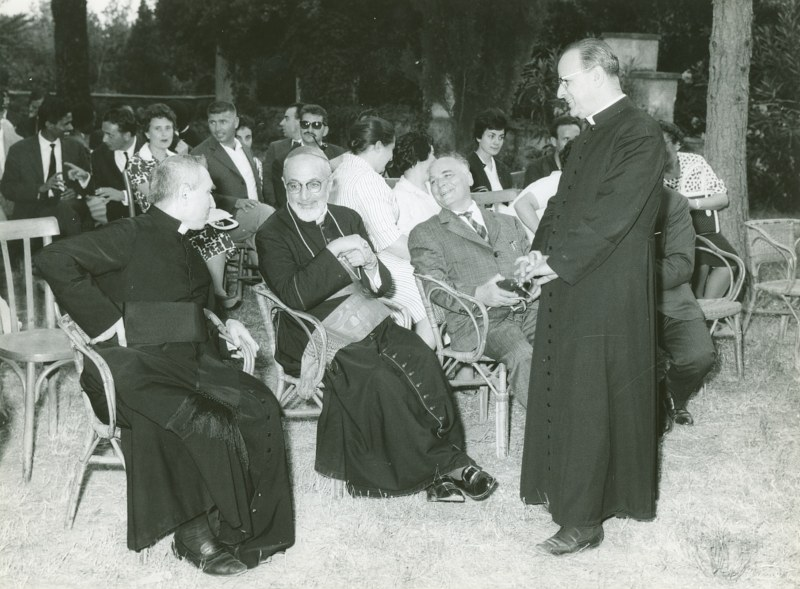
亞加齊尼樞機（中間者）於羅馬， 1958年。

## 傳信部部長
1958年6月18日，教宗庇護十二世任命亞加齊尼為傳信部代理部長，有報道指出，亞加齊尼是共產主義和中東問題專家，之所以被任命，是因為他「看起來特別有資格對抗共產主義侵入中東、非洲和整個亞洲傳教區的危險」。亞加齊尼其後於1960年7月18日成為傳信部部長。
在他的領導下，聖座萬國傳教會在世界各地管理著 25,000 名傳教士、10,000 名平信徒傳教士和 60,000 多名傳教修女。他手下有27名工作人員，管轄範圍包括78個總教區、197個宗座代牧區、114個牧區、6個獨立修道院和3個獨立傳教站的約3100萬名天主教徒和300萬名慕道者。
他負責監督世界各地天主教傳教士的培訓。 據報道指出，亞加齊尼「對教會在發展中國家的政策自由化負有很大責任」。

### 訪問香港、台灣和日本
1958年12月，亞加齊尼曾經短暫訪問香港，並於同月18日為赤柱聖亞納堂舉行奠基典禮。
1959年2月，亞加齊尼訪問台灣，督導島上的傳教工作。後來，他委托于斌樞機在台灣重建輔仁大學。
同年5月，他抵達日本進行為期兩周的訪問，並會見了裕仁天皇。

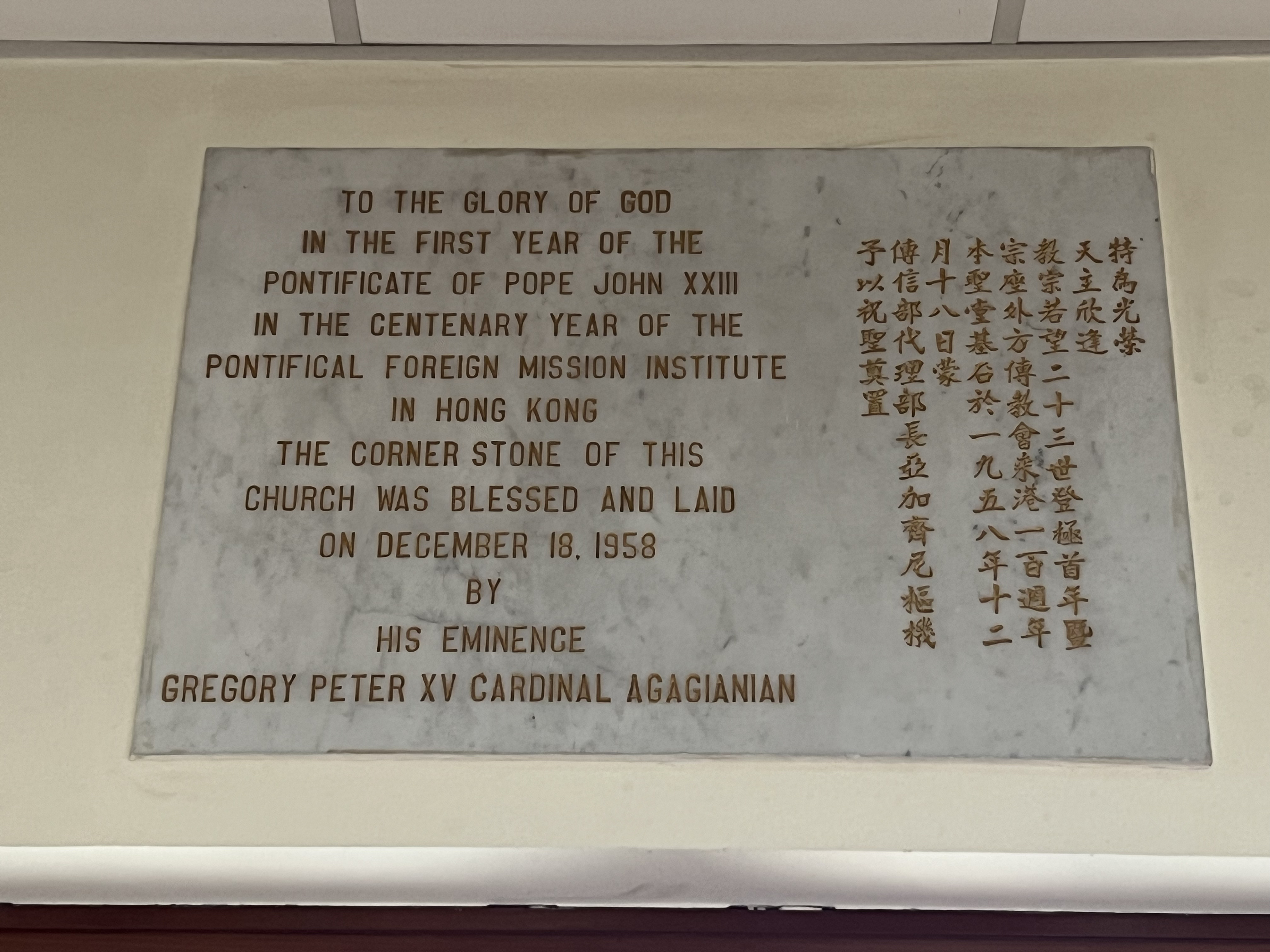
香港赤柱聖亞納堂奠基石，由亞加齊尼樞機於1958年12月18日奠基。

## 梵蒂岡第二屆大公會議
亞加齊尼是1962年至1965年召開的梵蒂岡第二屆大公會議的主席團成員。他被教宗保祿六世任命為指導辯論進程的四位主持人之一，其他三位是利奧·約瑟夫·蘇南斯。
阿加賈尼安是這四人中唯一來自教廷的人，並代表東方天主教會。他在傳教法令《向外邦人傳教》和《論教會在現代世界》的憲法的准備過程中發揮了特殊作用。

## 教宗選舉熱門人選
作為樞機，亞加齊尼參加了1958年和1963年的教宗選舉會議，並在那兩次選舉中被認為是教宗熱門人選之一。
據稱，亞加齊尼在兩次選舉中都被認為是教宗的「嚴肅的熱門人選」。 當時的新聞來源指出，亞加齊尼是幾個世紀以來第一位嚴肅的非意大利籍教宗候選人。

## 晚年生活
1970年10月19日，亞加齊尼辭去傳信部部長的職務，實際上他已經退休。他於同年10月22日被任命為阿爾巴諾城郊教區的領銜主教。

## 離世
1971年5月16日，亞加齊尼因癌症在羅馬逝世。他去世後，教宗保祿六世稱他為「高貴的人物」。
亞加齊尼喪禮於同年5月21日在梵蒂岡聖伯多祿大殿舉行，他的遺體被安葬於羅馬的聖尼各老堂。

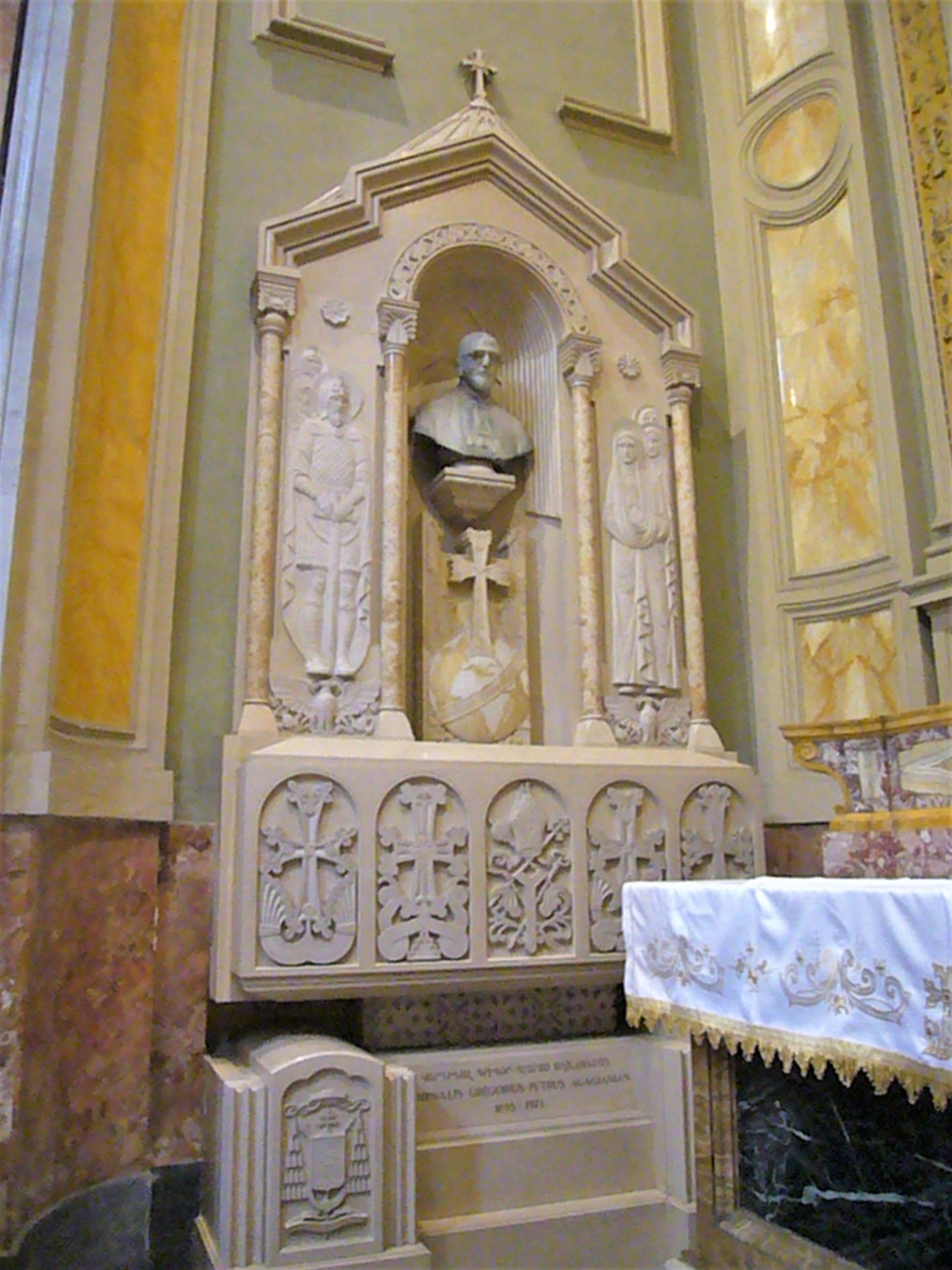
亞加齊尼樞機墓

## 列品真福及封聖案
2020年2月4日，安杰洛·德多納蒂斯樞機頒布法令，正式啟動阿加吉安尼安列真福品的程序。該程序於2022年10月28日正式啟動。
2024年9月，亞加齊尼的遺體被發掘出來，發現他的遺體完好無損，沒有腐爛的跡象。亞加齊尼的遺體被轉移並重新埋葬在黎巴嫩貝魯特的聖厄里亞聖額我略啟蒙者座堂。